# Nicolas Dalayrac
Nicolas-Marie Dalayrac (Muret, 8 de juny de 1753 – París, 27 de novembre de 1809) fou un compositor francès.
Destinat pels seus pares a l'advocacia, no obstant consentiren en proporcionar-li un professor de violí, però com que això li feia oblidar els estudis, el professor fou despatxat, i el jove Dalayrac, que tenia una vivíssima passió per la música, continuà l'estudi del violí, i perquè la seva família no se n'assabentés, pujava cada nit al terrat de casa seva i allà s'entregava per complet a la seva passió. Unes monges veïnes que advertiren el risc que corria, avisaren a la família, que des de llavors el deixà en completa llibertat per seguir la seva afecció.
El 1774 es traslladà a París amb l'objecte d'ampliar estudis, i les primeres obres foren alguns quartets, estrenant el 1871 les seves dues primeres òperes, que foren molt ben acollides pel públic, així com altres 48 més que escriví.
Dalayrac es distingí pel sentiment dramàtic i per la seva facilitat melòdica, que algunes vegades degenerava en trivialitat. La seva orquestració era millorable i l'harmonia era moltes vegades força pobre. No obstant això, amb les condicions adés apuntades i certa ingenuïtat en la invenció melòdica n'hi havia prou en aquella època per fer perdonar defectes semblants què, just és confessar-ho, es presenten molt atenuats en les últimes òperes, en les quals és ben palesa la influència d'Étienne Nicolas Méhul i Luigi Cherubini.
De caràcter noble i desinteressat, fou volgut per tothom qui el tractà, i se'n diu que en el moment que el banquer Sanaletta, que guardava tots els seus estalvis, havia fet fallida, morí el seu pare, instituint-lo hereu en perjudici del seu germà menor, i Dalayrac, sempre generós, anul·là el testament. La seva mort produí un sentiment general, i en el saló de descans de l'Òpera Còmica es col·locà el seu bust, degut a Castelier.
Heus ací les seves obres: 
- Le petit souper (1781)
- Le chevalier à la mode (1781)
- L'éclipse totale (1782)
- Le corsaire (1783)
- Les deux tuteurs (1784)
- L'amant statue (1785)
- La dot (1785)
- Nina (1786)
- Azémia (1787),
- Rénaud d'Ast (1787),
- Les deux sérénades (1788),
- Sargines (1788),
- Fauchette (1788),
- Les deux petits savoyards (1789),
- Raoul (1789),
- La soirée orageuse (1790),
- Le chêne patriotique (1790),
- Vert-Vert (1790),
- Camille —la millor de les seves òperes— (1791)
- Agnès et Olivier (1791),
- Philippe et Georgette (1791),
- Juliette et Romeo (1792),
- Ambroise (1793),
- Asquill (1793),
- Urgande et Merlin (1793),
- La prise de Toulon (1794),
- L'enfance de J. J. Rousseau (1794),
- Le détenu (1794),
- La pauvre femme (1795),
- Adèle et Dorsan (1795),
- Marianne (1796),
- La maison isolée (1797),
- Gulnare (1798),
- Alexis (1798),
- Le chateau de Monténéro (1798),
- Adolphe et Clara (1799),
- Le rocher de Leucade (1800),
- Une matinée de Catinat (1800),
- Léhénman (1801),
- La boucle de cheveux (1802),
- Picaros et Diego (1803),
- Le pavillon du Calife (1804),
- Gulistan (1805),
- Koulouf (1806),
- Lina (1807),
- Le poète et le musicien (1811)